# Albert Hosenthien
Friedrich Albert Matthias Hosenthien (* 6. Dezember 1882 in Drackenstedt; † 17. Juni 1972 in Braunschweig) war ein deutscher evangelisch-lutherischer Theologe, Heimatforscher und Autor.

## Leben
Albert Hosenthien wurde als zehntes Kind des Halbspänners Christian Matthias Gottlieb Hosenthien und seiner Ehefrau Auguste Dorothee Elisabeth Hosenthien, geborene Thormeyer geboren. Zunächst besuchte er für vier Jahre die Dorfschule in Drackenstedt und dann ab einem Alter von zehn Jahren für einen Zeitraum von neun Schuljahren das Gymnasium in Helmstedt. Für die elterliche Landwirtschaft zeigte er kein Interesse. Er studierte nach abgeschlossenem Abitur Theologie an der Ernst-Moritz-Arndt-Universität Greifswald, Universität Leipzig und Martin-Luther-Universität Halle-Wittenberg. Nach einer Zeit als Vikar wurde er zum Pfarrer ordiniert.
In Rengersdorf heiratete er am 4. September 1912 Katharina Anna Julia Wähdel, eine am 17. November 1886 in Greifswald geborene Tochter eines Schiffskapitäns. Aus der Ehe gingen 1915 Hans Henning Hosenthien, 1917 Karl Christian und 1920 Franz Gottlieb hervor.

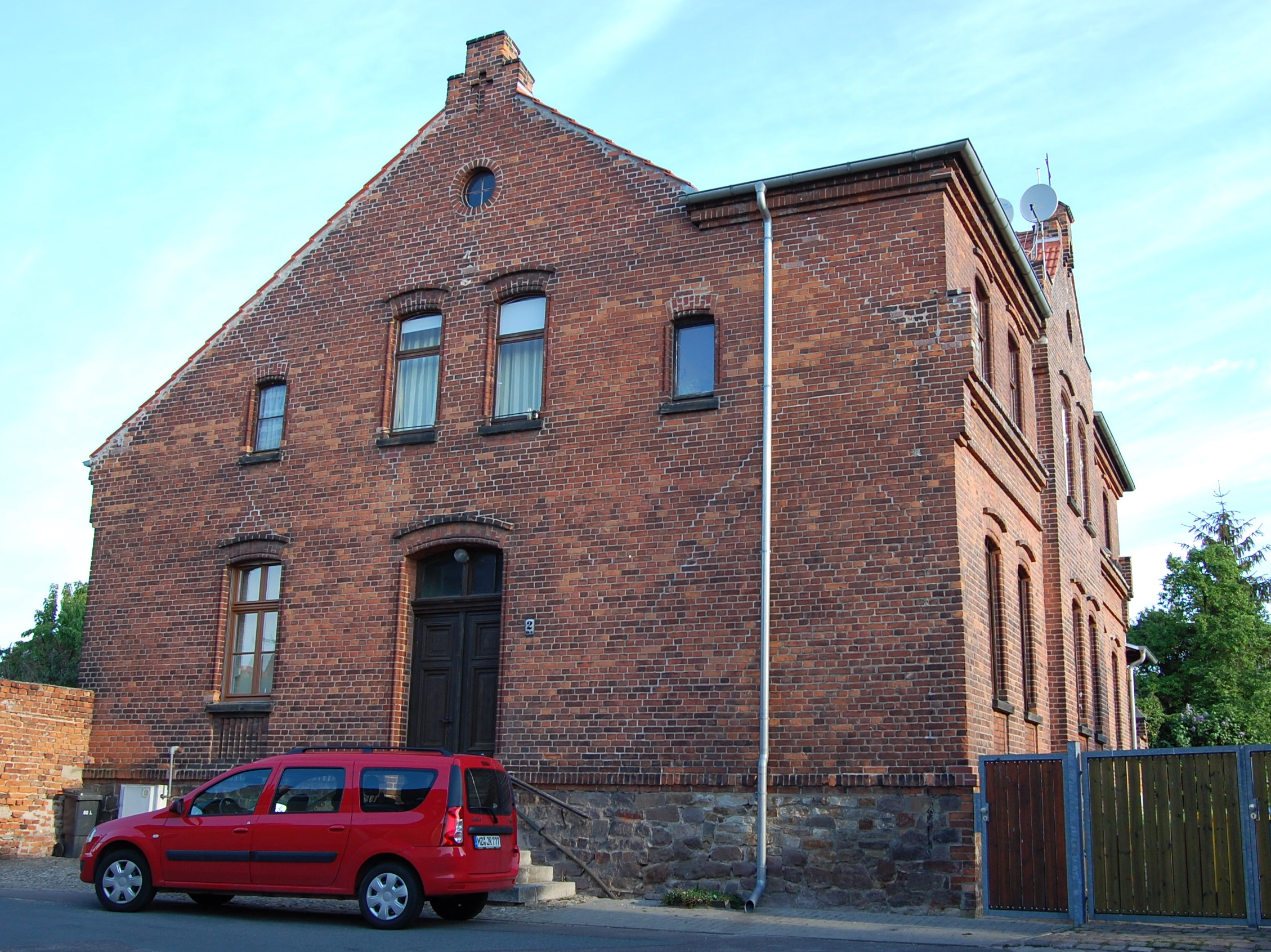
Wirkungsstätte Hosenthiens in Westerhüsen: das denkmalgeschützte Pfarrhaus in der Elmer Straße 2, Aufnahme 2011

Ein erstes Pfarramt übernahm er 1912 an der evangelischen Dorfkirche in Werkleitz bei Barby. 1923 wurde er dann Pfarrer an der Sankt-Stephanus-Kirche im Magdeburger Stadtteil Westerhüsen. 1935 verstarb sein Sohn Karl Christian an seinem 18. Geburtstag.
Seit Juli 1941 versah Hosenthien vertretungsweise auch den Dienst in den Gemeinden Sankt Sophie und St. Georg in Randau-Calenberge. Am 18. Februar 1942 wurde er pensioniert, blieb jedoch noch bis 1944 als Pfarrer in Westerhüsen tätig. Sein Nachfolger trat seinen Dienst am 20. Februar 1944 an. Sein jüngster Sohn wurde als deutscher Soldat im Zweiten Weltkrieg ab dem 2. Juli 1944 in Russland vermisst. 1945 erfolgte die Evakuierung der Familie nach Eschwege. Etwas später verzog man nach Landshut in ein US-amerikanisches Housing Project.
Sein Sohn Hans Henning Hosenthien war als Ingenieur im deutschen Raketenprogramm bei Wernher von Braun in Peenemünde tätig und ging mit von Braun nach Kriegsende in die USA. 1949 folgte Albert Hosenthien seinem Sohn und zog nach Fort Bliss in El Paso (Texas), kehrte jedoch, da er mit den dortigen Gegebenheiten nicht zurechtkam, 1954 wieder nach Deutschland zurück. Da die Region Magdeburg jetzt in der DDR lag, siedelte er sich in Braunschweig, im westlichen Teil Deutschlands an. Er arbeitete hier auch wieder als Pfarrer. Zumindest in den 1950er Jahren lebte er an der Adresse Hinter Liebfrauen 6. Seine Ehefrau verstarb im Mai 1962 in Braunschweig.

## Wirken
Hosenthien vertrat als Theologe völkisch-nationalistische sowie antisemitische Positionen. Er war bereits vor 1933 der Auffassung, dass eine Reinerhaltung der eigenen Rasse und die Abgrenzung von den Juden Gottes Gebot seien. Zugleich positionierte er sich allerdings auch dahingehend, getauften Juden kirchliche Gleichberechtigung zu gewähren. Er begründete dies damit, dass sie dem Hass der gläubigen Juden ausgesetzt wären. Judenhass und gewaltsame Verfolgung lehnte er mit der Begründung ab, dass Rassenhass selbst aus dem Judentum stamme und zu den dunklen Flecken des Alten Testaments gehöre.
Er trat den dem nationalsozialistischen Regime nahestehenden Deutschen Christen bei.
Als Mitglied des Evangelisch-Sozialen Kongreß forderte er auf der Mitgliederversammlung in Braunschweig im Juni 1933, dass die Organisation den neuen Staat in seinen programmatischen Zielen unterstützen solle, während andere Mitglieder die Grenzen aufzeigen wollten, die das Evangelium setze. Hosenthien regte an ein Telegramm an Adolf Hitler zu senden. Letztlich trat Hosenthien 1938 aus dem Kongreß aus, da dieser „sich nicht fest genug einordne in die neue Zeit des Dritten Reichs“.
Auch in seinen Predigten ging er auf politische Anlässe ein. So gab es eine Predigt zum zehnten Todestag von Albert Leo Schlageter und eine Gedenkfeier für Horst Wessel. Am 2. August 1934 wurde anlässlich des 20. Jahrestags der Mobilmachung im Ersten Weltkrieg und dem Tode Hindenburgs ein Abendgottesdienst gehalten. Es kam auch vor, dass Hosenthien statt eines religiösen Textes Hitlers Aufruf an das Deutsche Volk vom 1. Februar 1933 verlas.
Zum 30. Januar 1934, dem ersten Amtsjubiläum Adolf Hitlers als Reichskanzler, wurde nicht nur eine Predigt gehalten. Hosenthien hatte auch ein Festlied für Adolf Hitler verfasst, welches nach der Melodie Lobe den Herren, den mächtigen König der Ehren gesungen wurde. Er erhielt hierfür ein Dankschreiben Hitlers und des Reichsbischofs und empfahl das Lied für von ihm vorgeschlagene vaterländische Gottesdienste. Auch im von ihm erarbeiteten Allgemeinen Kirchengebet, welches von ihm häufig in Predigten eingesetzt wurde, fand sich neben üblichen Bitten, auch die Textzeile „Schütze und segne den Führer und seine Mitarbeiter und gib ihnen Kraft und Weisheit, um Ordnung, Freiheit und neues Gedeihen zu schaffen.“

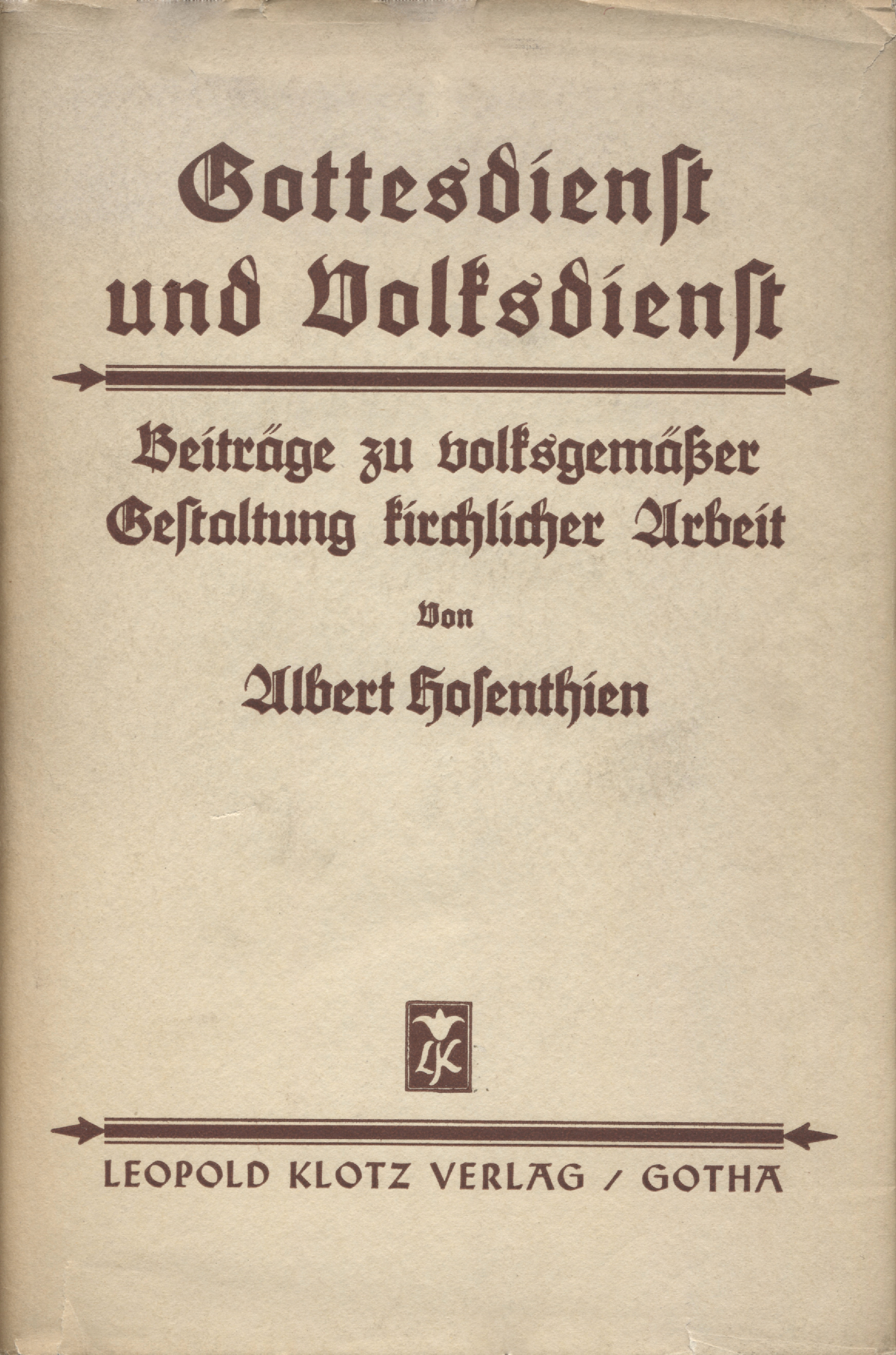
Gottesdienst und Volksdienst von 1935

Hosenthien verfasste patriotische Gedichte und veröffentlichte theologische Positionen. Wichtigstes Werk war insoweit sein 1935 erschienenes Buch Gottesdienst und Volksdienst. Hosenthien unterbreite dort, fußend auf diversen bereits zuvor von ihm in Zeitschriften veröffentlichten Aufsätzen, Vorschläge für eine Gestaltung des Gottesdienstes und der Kirchenarbeit. Neben unpolitischen Ansätzen, die von der Bemühung getragen waren, die kirchliche Arbeit im Sinne der Gemeindemitglieder zu verbessern, schlug er auch Änderungen vor, die von seiner politischen Einstellung geprägt waren. Besonders markant war seine Idee den Sonntagen des Kirchenjahres deutsche Namen zuzuordnen. Überwiegend war eine Benennung nach „Helden und Heiligen des Protestantismus“ vorgesehen. So sollte es nach seinen Vorstellungen einen Sonnwend-Sonntag, aber auch Dürer-Sonntag, Paul-Gerhardt-Sonntag, Vaterlands-Sonntag, Heimat-Sonntag, Pestalozzi-Sonntag und Bismarck-Sonntag geben, wobei als Ziel nicht eine Verweltlichung, sondern die Bewusstmachung des religiösen Erbe der Kirche angegeben wurde.
Besonderes Augenmerk legte er auf die Ausgestaltung des Heimatsonntags, den er für den ersten Sonntag im September vorgeschlagen hatte. Die Menschen sollten dabei stärker mit ihrer jeweiligen Heimat und auch der Religion verbunden werden. Auch für die Gestaltung vaterländischer Gottesdienste wurden von ihm ausführliche Vorschläge unterbreitet.
Weitere Vorschläge forderten die Verwendung deutscher Dichtung im Gottesdienst. Er schlug auch vor die übliche Eingangsliturgie hin und wieder durch größere Schriftverlesungen, Lesungen christlicher Erzählungen und kirchliche Aufführungen zu ergänzen oder zu ersetzen. Auch setzte er sich für eine Einführung von Feiern zu Konfirmationsjubiläen in der ganzen deutschen evangelischen Kirche ein.
Hosenthien unterbreitete Vorschläge zur Abfassung einer Volksbibel, die die Lutherbibel nicht ersetzen aber gerade von Laien genutzt werden sollte. Die Volksbibel sollte nur eine gekürzte Fassung darstellen, die die biblische Geschichte leicht lesbar in chronologischer Reihenfolge darbietet. Doppeltes sollte entfernt werden. Auch Stellen mit nur geschichtlichem Wert oder anstößige Texte sollten darin nicht enthalten sein. Zugleich schlug Hosenthien vor, in geringerem Umfang auch Texte außerhalb der kanonischen Bücher zu berücksichtigen. Neben alttestamentlichen Apokryphen sollten auch die Pseudepigraphen Berücksichtigung finden, um so die Brücke zum Neuen Testament zu schlagen. Auch die neutestamentlichen Märtyrerakten, Apokalypsen und apokryphe Evangelien wollte er zur Darstellung des Urchristentums mit hinzunehmen. Auch für Luthers Kleinen Katechismus sah er Überarbeitungsbedarf. Darüber hinaus kritisierte er die vom damaligen Gesangbuch seiner Kirche getroffene Auswahl an Gesängen.
Hosenthien wandte sich bereits in der Zeit der Weimarer Republik gegen die Glaubensgemeinschaft Christliche Wissenschaft. 1931/1932 hatte er sich darüber hinaus mit einem Artikel und Vorträgen gegen die von ihm als „organisierte Gottlosigkeit“ bezeichneten Freidenker und „Bolschewisten“ gewandt. Besondere Sorge bereitete Hosenthien jedoch in der Zeit nach 1933 die völkische Deutsche Glaubensbewegung, die von ihm als starke rein deutsche Bewegung gesehen wurde. Ihre Ablehnung des Christentums traf auf seine Kritik. Er warf der Glaubensbewegung vor, dass „die Forderung nach Rassereinheit und die Abneigung gegen Jüdisches zur Manie geworden ist“ und wandte sich dagegen anzunehmen, dass Rassereinheit Gottes erstes Gebot sei und man ihretwillen „auf den ganzen Reichtum der Bibel verzichten“ dürfe. Auch wenn man keine Veranlassung habe,„etwas speziell Jüdisches als für uns verbindlich anzuerkennen, so können wir doch auch vom biblischen Judentum sehr viel lernen.“
1934 äußerte er sich zum Alten Testament: „Das A.T. stammt letztlich nicht von den Juden, sondern von Gott. Gott sandte dem Volk Israel die großen religiösen Führer, die oft in schroffem Gegensatz zur Trägheit und Bosheit des Volkes standen. Auch Jesus war von Natur Jude, und wenn es Gott gefallen hat, seine großen Gedanken für die ganze Menschheit in diesem Volke wachsen zu lassen, können wir das nicht ändern, und Wahrheit bleibt Wahrheit, mag sie vermittelt werden, durch wen sie will.“ Ab 1939 arbeitete er jedoch im Institut zur Erforschung und Beseitigung des jüdischen Einflusses auf das deutsche kirchliche Leben mit. Er äußerte sich abwertend zur Verkündigung des Alten Testaments: „Die alte evangelische Verkündigung, nach der auch das ganze Alte Testament Gottes Wort und Jesus der Vollender der jüdischen Religion und das Judentum noch irgendwie auserwähltes Volk ist, kann wirklich deutsch empfindende Menschen nicht mehr befriedigen. Aber Gott sei Dank war Jesus kein Jude und stand auch seelisch zum Judentum in stärkstem Gegensatz“.
Die Schriften Hosenthiens wurden nach dem Ende der nationalsozialistischen Gewaltherrschaft 1953 vom Ministerium für Volksbildung der DDR auf die Liste der auszusondernden Literatur gesetzt.
Verdienste erwarb er sich in der Heimatforschung des Stadtteils Westerhüsen. Von 1923 bis 1942 gab er das Gemeindeblatt für Magdeburg-Westerhüsen heraus, in welchem er und weitere Autoren sich detailliert mit der Ortsgeschichte befassten. Die Arbeiten stellen noch heute eine wichtige Quelle der lokalen Geschichtsforschung dar. Die Gemeindeblätter wurden durch die kriegsbedingte Papierknappheit dann eingestellt.
Das Kirchenschiff der Sankt-Stephanus-Kirche, die in seinem heimatgeschichtlichen Wirken einen besonderen Platz einnahm, wurde bei einem Bombenangriff am 14. Februar 1945 zerstört.
In der Nachkriegszeit betätigte er sich in Braunschweig auch wieder als Autor. So verfasste er Schilderungen seiner Kindheit in Drackenstedt in plattdeutscher Sprache und äußerte sich zu heimatgeschichtlichen Themen.

## Werke
- Gott und Vaterland. Holtermann Magdeburg 1915.
- Sonne und Segen. Stiftungsverlag Potsdam 1929.
- Gottesdienst und Volksdienst. Leopold Klotz Verlag Gotha 1935.
- Gemeindeblätter Magdeburg-Westerhüsen. 1923–1942.
- Ut mine Kinderjahre in Braunschweigische Heimat. 42. Jahrgang 1956, Heft 4, Seite 145 f.